# Часовоярська територіальна громада
Часовоярська міська територіальна громада — територіальна громада в Україні, у Бахмутському районі Донецької області, з адміністративним центром у місті Часів Яр.

## Загальна інформація
Площа території — 63,6 км².
Населення громади станом на 2020 рік становило — 13 411 осіб, з них: міське населення — 12 756 осіб, сільське — 655 осіб.
Станом на квітень 2024 року населення громади складає 690 осіб.

## Населені пункти
До складу громади увійшли м. Часів Яр, села Богданівка, Григорівка та селище Калинівка.

## Історія
Створена у 2020 році, відповідно до розпорядження Кабінету Міністрів України № 721-р від 12 червня 2020 року «Про визначення адміністративних центрів та затвердження територій територіальних громад Донецької області», шляхом об'єднання територій та населених пунктів Часовоярської міської та Калинівської сільської рад Бахмутського району Донецької області.